# Bassin de Faya

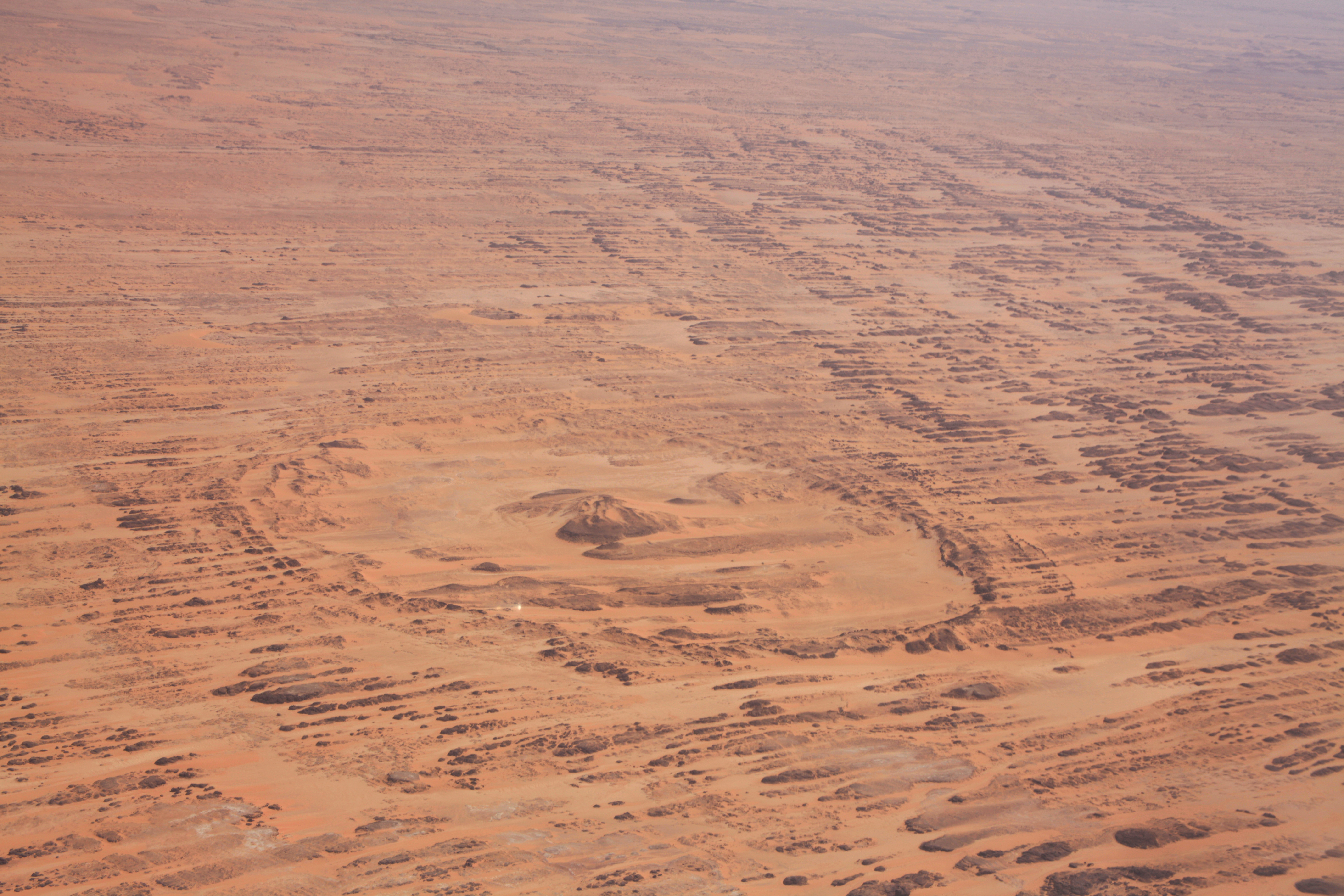

Le bassin de Faya est un bassin circulaire de nature encore indéterminée situé à 55 km à l'est-nord-est de la ville de Faya-Largeau, au Tchad (18° 11′ N, 19° 34′ E). Découvert en 2006 par deux planétologues allemands qui étudiaient des images prises par les satellites du programme Landsat et la navette spatiale américaine, il fut ensuite fortuitement survolé en avion en 2009 par un pilote français qui réalisa une série de photos de la structure.
D'un diamètre moyen d'environ 2 km, il est délimité par une bordure formant un haut topographique rappelant la morphologie d'un cratère ; la dépression est marquée au centre par une élévation sous la forme d'un petit pic proéminent. Cette morphologie particulière se rapproche de celle de cratères d'impact observés à la surface de Mars. Bien que son origine ne soit pas encore certifiée, sa morphologie et sa localisation au sein d'une zone connue pour recenser au moins deux cratères d'impact font qu'il s'agit probablement d'un autre cratère de même nature,.